# 红毯先生
《红毯先生》（英語：The Movie Emperor）是一部欢喜传媒出品，宁浩执导，劉德華、董平監製，余偉國、廖圆圆、邢愛娜擔任製片，劉德華领衔主演的中国大陸讽刺喜剧电影，劉曉丹、王昂、余偉國编剧，瑞玛席丹、单立文、余伟国和宁浩主演，本片于2023年9月15日在第48届多伦多国际电影节上进行全球首映，也是第28届釜山国际电影节的闭幕影片。

## 剧情
从影四十年的天王巨星刘伟驰（刘德华饰）为得到电影节影帝奖项，决定参演导演林浩（宁浩饰）的农村题材电影，却因此引发了一系列啼笑皆非的荒诞闹剧。

## 演員
| 演員     | 角色   | 介紹                             |
| 刘德华   | 刘伟驰 | 香港明星                         |
| 宁浩     | 林浩   | 电影导演                         |
| 瑞玛席丹 | Summer | 直播客博主                       |
| 单立文   | 林伟国 | 刘伟驰經理人                     |
| 余伟国   | 余佬   |                                  |
| 林熙蕾   |        | 刘伟驰前妻                       |
| 危笑     | 卓总   |                                  |
| 劉漪琳   | QQ     |                                  |
| 王晶     | 王金   | 金像奖颁奖嘉宾；客串出演         |
| 梁家辉   | 梁建辉 | 和刘伟驰同期出道的演员；客串出演 |
| 楊千嬅   |        | 金像獎得獎者；客串出演           |
| 寧理     |        | 停車場保安；客串出演             |

## 制作
2006年宁浩在刘德华“亚洲新星导计划”资助下拍摄的黑色喜剧片《疯狂的石头》轰动一时并成为国产喜剧的经典之作。此后，刘德华和宁浩一直希望能有机会合作一部电影，直到2021年终于确认两人会合作电影，暂名《全民明星》，摄制成本为2.61亿，其中宁浩导演费为2400万元，刘德华片酬6000万元。2022年2月22日，导演宁浩，演员刘德华、瑞玛席丹、单立文，制片人余伟国、廖圆圆，摄影指导冯宇超，美术指导许贵婷，造型指导魏湘容等主创在深圳出席开机仪式，片名改为《红毯先生》。该片取景地还包括广州、汕尾市海丰县和海口市，同年4月21日杀青。

## 电影歌曲
| 曲別   | 歌名             | 作曲   | 作詞           | 演唱者         |
| ------ | ---------------- | ------ | -------------- | -------------- |
| 推广曲 | 《万物沟通法则》 | 大张伟 | 大张伟         | 大张伟、蔡国庆 |
| 情怀曲 | 《17岁》         | 徐继宗 | 刘德华、徐继宗 | 刘德华         |

## 发行
本片原定于2023年11月17日在中国大陆正式上映，2023年11月8日，《红毯先生》在其官方微博宣布改档为2024年2月10日（大年初一）。2024年1月31日晚，刘德华和宁浩现身董宇辉的“与辉同行”抖音直播间宣传电影，一个小时卖出了60万张《红毯先生》电影票。宁浩与刘德华等主创们先后从2月12日到深圳，2月13日于杭州，2月14日于郑州，2月15日于成都，2月16日于上海举行路演宣传活动。
由于在春节档期票房不佳、排片率低，2024年2月16日，《红毯先生》出品方上海欢十喜文化有限公司宣布撤出春节档，稍後重新安排上映。2024年3月4日发布定档海报，宣布该片于3月15日再度上映。最终在中国大陆仅斩获9418萬票房，成为春节档的输家，这也是刘德华和宁浩导演少见的亏本之作。

## 備註
1. ↑  原定2024年2月16日上映。香港提前於2024年2月12、13日在青衣城影藝戲院（僅2月13日）及MCL K11 Art House推出共3場優先場；澳門提前於2月10-14日在銀河影院及CGV Cinemas Macau推出共31場優先場（相當於臺灣「口碑場」、中國大陸「點映」）。